# أبوت جليسون
أبوت جليسون (بالإنجليزية: Abbott Gleason)‏ هو مؤلف ومؤرخ أمريكي، ولد في 21 يوليو 1938 في كامبريدج في الولايات المتحدة، وتوفي في 25 ديسمبر 2015.